# Castlevania: Legacy of Darkness
Castlevania: Legacy of Darkness, in Giappone Akuma jō Dracula: Mokushiroku gaiden - Legend of Cornell (悪魔城ドラキュラ黙示録外伝 LEGEND OF CORNELL?), è un videogioco d'azione tridimensionale con visuale in terza persona che fa parte della serie Castlevania. Sviluppato da Konami per Nintendo 64, si tratta del secondo e ultimo capitolo di Castlevania ad apparire sulla console a 64-bit di Nintendo.

## Modalità di gioco
Legacy of Darkness è un prequel del precedente Castlevania per Nintendo 64; il giocatore veste i panni di Cornell, esplorando luoghi simili a quelli già visti in precedenza. I livelli sono infatti ripresi dal predecessore, tanto che inizialmente il sottotitolo del gioco era Castlevania: Special Edition, ovvero una versione riveduta e corretta.